# Rheinbach
Rheinbach – miasto w Niemczech, w kraju związkowym Nadrenia Północna-Westfalia, w rejencji Kolonia, w powiecie Rhein-Sieg-Kreis.

## Położenie
Rheinbach leży ok. 15 km na południowy zachód od Bonn i kilka kilometrów od pasma górskiego Eifel.

## Osoby

### urodzone w Rheinbach
- Tim Lobinger – niemiecki lekkoatleta, tyczkarz
- Markus Pröll – niemiecki piłkarz

### związane z miastem
- Hans von der Groeben – niemiecki polityk, dyplomata i dziennikarz
- Lukas Sinkiewicz – niemiecki piłkarz pochodzenia polskiego

## Współpraca
Miejscowości partnerskie:
- Deinze, Belgia (kontakty utrzymuje dzielnica Queckenberg)
- Döbern, Brandenburgia
- Kamenický Šenov, Czechy
- Sevenoaks, Wielka Brytania
- Villeneuve-lès-Avignon, Francja